# Marcus Claudius Fronto
Marcus Claudius Fronto († 170 n. Chr.) war ein römischer Senator und Militär.
Fronto stammte wahrscheinlich aus der römischen Provinz Asia. Seine senatorische Laufbahn (cursus honorum) ist durch zwei Inschriften überliefert. Demnach bekleidete er die Quästur, Ädilität und Prätur unter Antoninus Pius. Er war danach Kommandeur (Legatus legionis) der Legio XI Claudia und im Anschluss der Legio I Minervia. Unter Kaiser Lucius Verus kommandierte er während des Partherkrieges bis zum Jahr 165 eine prätorische Armee. Fronto wurde dann anscheinend noch in demselben Jahr – zusammen mit anderen Senatoren – mit der Aufstellung der Legionen II Italica und III Italica in Italien beauftragt. Anlässlich des Triumphes über die Parther am 22. Oktober 166 erhielt er die dona militaria und war vermutlich im nächsten Jahr als curator operum locorumque publicorum für die öffentliche Bautätigkeit in Rom zuständig. Sein Suffektkonsulat ist nicht genau datierbar, es wird im Jahr 166 oder etwas früher vermutet.
Während der Markomannenkriege wechselten seine Dienststellungen rasch; so begleitete er im Jahr 168 Lucius Verus als comes an die Donau und übernahm die Statthalterschaft der Provinz Moesia superior (Obermösien). Noch 168, vor dem Tod des Lucius Verus, wurde sein Kommando auch auf die Truppen in der Provinz Dacia Apulensis ausgedehnt. Im Jahr 169, nach dem Tod des Lucius Verus, gab er das Kommando in Obermösien ab und übernahm das Kommando in der gesamten Provinz Dacia (Dakien). Noch im selben Jahr oder 170 wurden dann unter seinem Kommando die Armeen der gesamten Provinz Dakien und auch von Obermösien vereint. Fronto fiel im Jahr 170 im Kampf gegen die Germanen und Jazygen und erhielt eine Statue auf dem Trajansforum.